# Helina tuberculiventris
Helina tuberculiventris är en tvåvingeart som först beskrevs av Zetterstedt 1860.  Helina tuberculiventris ingår i släktet Helina, ordningen tvåvingar, klassen egentliga insekter, fylumet leddjur och riket djur.
Artens utbredningsområde är Sverige. Inga underarter finns listade i Catalogue of Life.